# Kofein
Kofein (tudi trimetilksantin (C8H10N4O2), tein, matein, guaranin in metiloteobromin) je naravni alkaloid, ki ga pridobivamo iz kavnih zrn, iz listov čajevca in iz kakavovih zrn. Dodajajo ga umetnim pijačam (kokakola).
Kofein je blago poživilo, ki stimulativno vpliva na centralni živčni sistem. Nekaj skodelic kave ali (pravega) čaja na dan ima spodbujevalni učinek na naš organizem, povzroča jasnejši in hitrejši tok misli, zmanjšuje utrujenost in povečuje budnost.